# Атауллин, Ринат Юморович
Атауллин Ринат Юморович (23 января 1959 — 17 января 2022) — российский живописец, заслуженный художник Республики Башкортостан (2010). Член Союза художников России (1991—2022).

## Биография
Атауллин Ринат Юморович родился 23 января 1959 года в с. Ташбулатово Абзелиловского района БАССР.
В 1981 году окончил художественно-графический факультет Магнитогорского государственного педагогического института (Магнитогорский государственный университет).
Член Союза художников СССР (РФ) с 1991 года. Член творческого объединения «Артыш» с 1995 года.
В последнее время проживал в с. Аскарово Абзелиловского района РБ.
Скончался 17 января 2022 года.
Прощание с художником состоялось 19 января в родном селе Ташбулатово Абзелиловского района Республики Башкортостан.

## Работы
«Гора Бия-Газа» (2012), «Стрелы Северных амуров», Портреты Бииш-батыра Ишкинина и князя Шагали Шакмана, сэсэнов-импровизаторов Ишмухамета Мурзакаева — Балапанова, Шафика Аминева — Тамъяни, Мугалляма Мирхайдарова.
Эмблема Абзелиловского района РБ.
Художественное оформление районного музея РБ.

## Выставки
Атауллин Ринат Юморович — участник республиканских, региональных, межрегиональной, всероссийских, международных и зарубежной выставок с 1983 года.
Картины художника находятся в Башкирском государственном художественном музее им. М. В. Нестерова в Уфе, в частных собраниях.

## Награды и звания
Заслуженный художник РБ (2010).
Премия Абзелиловского района РБ им. Кима Ахмедьянова (1997).